# اوربیتال (گروه موسیقی)
اوربیتال یک گروه موسیقی رقص الکترونیک بریتانیایی است.